# Anabarhynchus fulvipes
Anabarhynchus fulvipes är en tvåvingeart som beskrevs av Macquart 1850. Anabarhynchus fulvipes ingår i släktet Anabarhynchus och familjen stilettflugor. Inga underarter finns listade i Catalogue of Life.